# 谢良
谢良（1915年—1991年），中国人民解放军将领、中国人民解放军开国少将。
曾任石家庄高级步兵学校政委。1955年，授予中国人民解放军少将。